# Koanoa
Koanoa is een geslacht van wantsen uit de familie van de Miridae (blindwantsen). Het geslacht werd voor het eerst wetenschappelijk beschreven door George Willis Kirkaldy in 1902.

## Soorten
Het genus bevat de volgende soorten:

- Koanoa hawaiiensis Kirkaldy, 1902
- Koanoa williamsi Usinger, 1937